# Prueba Villafranca de Ordizia 2011
La Prueba Villafranca de Ordizia 2011, ottantottesima edizione della corsa e valida come evento dell'UCI Europe Tour 2011 categoria 1.1, si svolse il 25 luglio 2011 su un percorso di 165,7 km. Fu vinta dallo spagnolo Julien Simon, che terminò la gara in 4h02'27" alla media di 41 km/h.
Al traguardo 55 ciclisti portarono a termine il percorso.

## Squadre partecipanti
| N.      | Cod. | Squadra                         |
| ------- | ---- | ------------------------------- |
| 1-9     | EUS  | Euskaltel-Euskadi               |
| 11-20   | MOV  | Movistar Team                   |
| 21-28   | KAT  | Katusha Team                    |
| 31-40   | ACG  | Andalucía-Caja Granada          |
| 41-50   | CJR  | Caja Rural                      |
| 51-60   | GEO  | Geox-TMC                        |
| 61-70   | CEP  | Colombia es Pasion-Cafe de Col. |
| 71-80   | SAU  | Saur-Sojasun                    |
| 81-89   | VMC  | Burgos 2016-Castilla y Leon     |
| 91-100  | ORB  | Orbea Continental               |
| 101-108 | BOA  | Onda-Boavista                   |
| 111-118 | LPM  | La Pomme Marseille              |

## Ordine d'arrivo (Top 10)
| Pos. | Corridore         | Squadra        | Tempo    |
| ---- | ----------------- | -------------- | -------- |
| 1    | Julien Simon      | Saur-Sojasun   | 4h02'27" |
| 2    | Daniel Moreno     | Katusha Team   | s.t.     |
| 3    | Pablo Lastras     | Movistar Team  | s.t.     |
| 4    | Jon Izagirre      | Euskaltel      | s.t.     |
| 5    | Ángel Madrazo     | Movistar Team  | s.t.     |
| 6    | Joaquim Rodríguez | Katusha Team   | a 28"    |
| 7    | Peio Bilbao       | Euskaltel      | a 36"    |
| 8    | Julien Antomarchi | Pomme Mars.    | a 38"    |
| 9    | José Herrada      | Caja Rural     | s.t.     |
| 10   | Robinson Chalapud | Col. es Pasión | s.t.     |